# Anni Svanholt
Anni Svanholt (født 14. august 1947 i Kirke Såby) er en dansk politiker, der var medlem af Folketinget, valgt for Socialistisk Folkeparti fra 21. september 1994-20. november 2001.
Hun blev uddannet folkeskolelærer fra Skive Seminarium i 1972 og blev derefter ansat ved Egeris Skole, Skive, frem til 1973, hvorefter hun kom til Vroue Skole. I 1976 blev hun ansat ved Vestervang Skole i Viborg, hvor hun var ansat frem til valget til Folketinget i 1994.
Den politiske karriere begyndte i 1975, hvor hun blev medlem af bestyrelsen for SF i Skive. I 1977 blev hun opstillet som Morsøkredsens folketingskandidat, og året efter var hun amtsrådskandidat og blev valgt til Viborg Amtsråd. Først i 1987 blev hun atter folketingskandidat, denne gang i Viborgkredsen. I 1989 opgav hun imidlertid kandidaturet, men blev opstillet igen i 1991 i Århus Sydkredsen, der gav hende valg i 1994 og 1998. Hun udtrådte af amtsrådet i 1994, da SF ikke tillader dobbeltmandater. I Folketinget var hun bl.a. medlem af ledelsen for SF's folketingsgruppe 1994-1996, ligesom hun var partiets ordfører indenfor energipolitik og kommunalpolitik.